# 647 Adelgunde
647 Adelgunde este un asteroid din centura principală, descoperit pe 11 septembrie 1907, de August Kopff.